# Quassia praecox
Quassia praecox là một loài thực vật có hoa trong họ Thanh thất. Loài này được (Hassl.) Noot. miêu tả khoa học đầu tiên năm 1963.